# In a World Like This
«In a World Like This» (с англ. — «В этом мире») — восьмой студийный альбом американской группы Backstreet Boys, выпущенный 24 июля 2013 года в Японии и 26 августа 2013 года в России. Это первый альбом группы в оригинальном составе за последние шесть лет, в связи с возвращением Кевина Ричардсона. Этот альбом также является первым независимым альбомом Backstreet Boys после их ухода с лейбла Jive Records в 2010 году.

## История создания
В мае 2010 года Backstreet Boys расстались со своей звукозаписывающей компанией Jive Records. В июне 2010 Ник Картер объявил, что группа приступила к записи нового альбома. В другом интервью Брайан Литтрелл рассказал, что запись планируется завершить к началу 2011 года. Однако выпуск альбома пришлось отложить из-за совместного тура Backstreet Boys с группой New Kids on the Block. Запись продолжалась в перерывах между концертами. Во время пресс-конференции во Вьетнаме в марте 2011 года группа впервые объявила, что получила полную творческую свободу после расставания с лейблом.
В ноябре 2011 года, после окончания американской части NKOTBSB Tour, Картер рассказал о планах выпустить сингл весной 2012 года и альбом летом 2012 года. В январе 2012 года после неожиданной смерти его сестры, Лесли Картер, группа отложила работу над альбомом до конца февраля. Хауи Дороу рассказал, что они не будут торопиться с записью альбома и его выпуск запланирован на 2012 или 2013 год.
В апреле 2012 года, за неделю до начала европейской части NKOTBSB Tour, Backstreet Boys вместе с бывшим участником группы Кевином Ричардсоном, встретились в Лондоне с продюсером Мартином Терефе для работы в студии. 29 апреля 2012 года было объявлено о возвращении Кевина Ричардсона в группу. В июле 2012 года группа поселилась в доме в Лондоне для записи нового альбома. В Лондоне помимо Мартина Терефе Backstreet Boys работали с Сашей Скарбек и Крейгом Дэвидом. В США запись продолжилась при участии таких людей, как Морган Тэйлор Рейд, Мика Гиллори, GoodWill & MGI, Лукас Хильберт, Geo Slam и Porcelain Black.
20 апреля 2013 года во время празднования 20-летнего юбилея группы, Backstreet Boys представили публике фрагменты восьми новых песен: «Soldier», «In Your Arms», «Show 'Em (What You’re Made Of)», «Trust Me», «Permanent Stain», «Try» и «Breathe». На следующий день они выложили видео с фрагментами шести новых песен на свой канал в YouTube. 15 мая 2013 группа впервые публично исполнила песню «Permanent Stain» на телешоу «С добрым утром, Америка». Во время своего выступления они также объявили, что бесплатная цифровая копия песни прилагается к каждому билету на концерт в рамках In a World Like This Tour. На следующий день группа выложила в YouTube официальное видео с текстом песни. 17 июня 2013 года группа выложила треклист альбома на своем официальном сайте.

## Коммерческий успех
Альбом вышел в Японии 24 июля 2013 года и занял 4 место в хит-параде альбомов. В США его релиз состоялся 30 июля 2013 года и альбом дебютировал на 5 строчке хит-парада Billboard 200. In A World Like This стал таким образом девятым альбомом Backstreet Boys, попавшим в первую десятку хит-парада альбомов в США. Последней группой, добившейся подобных результатов была группа Sade. Альбом поднялся в Топ 5 в чартах Канады, Голландии, Германии, Швейцарии, Испании и Тайвани.
К концу 2013 года в Японии было продано 106 077 экземпляров альбома, «In a World Like This» занял 57 место в итоговом чарте 2013 года по версии Oricon.

## Синглы
- «In a World Like This» выпущен 25 июня 2013 года.
- «Madeleine» был выпущен эксклюзивно для Италии как радио сингл. Песня официально появилась в радиоэфире 18 октября 2013 года[20].
- «Show 'Em (What You’re Made Of)» был выпущен 18 ноября 2013 года как второй сингл по всему миру.

## Список композиций
| №   | Название                         | Автор(ы) | Длительность |
| --- | -------------------------------- | --- | ------------ |
| 1.  | «In A World Like This»           | Макс Мартин, Кристиан Лундин, Сэван Котеча                                                                    | 3:41         |
| 2.  | «Permanent Stain»                | Ник Картер, Морган Тэйлор Рейд, Мика Гиллори                                                                  | 3:55         |
| 3.  | «Breathe»                        | Мартин Терефе, Андреас Ульссон, Эй Джей Маклин, Брайан Литтрелл, Хауи Дороу, Ник Уайткросс, Магне Фурухольмен | 3:50         |
| 4.  | «Madeleine»                      | Мартин Терефе, Саша Скарбек                                                                                   | 4:05         |
| 5.  | «Show 'Em (What You're Made Of)» | Морган Тэйлор Рейд, Мика Гиллори, Эй Джей Маклин, Кевин Ричардсон                                             | 3:44         |
| 6.  | «Make Believe»                   | Дэн Макала, Ник Картер, Кевин Ричардсон, Хауи Дороу, Брайан Шекл                                              | 4:46         |
| 7.  | «Try»                            | Мартин Терефе, Джеймс Брайан, Джеймс Моррисон, Кайл Рябко                                                     | 3:22         |
| 8.  | «Trust Me»                       | Мартин Терефе, Джеймс Брайан, Джастин Нозука                                                                  | 3:47         |
| 9.  | «Love Somebody»                  | Джастин Трагман, Яакко Маннинен, Джордан Омли, Ник Картер, Хауи Дороу                                         | 3:25         |
| 10. | «One Phone Call»                 | Морган Тэйлор Рейд, Хауи Дороу, Шон Дуглас                                                                    | 3:51         |
| 11. | «Feels Like Home»                | Дэн Макала, Ник Картер, Хауи Дороу, Кевин Ричардсон, Брайан Шекл                                              | 3:26         |
| 12. | «Soldier»                        | Морган Тэйлор Рейд, Мика Гиллори, Хауи Дороу, Ник Картер                                                      | 3:53         |

| №   | Название        | Автор(ы)                                                           | Длительность |
| --- | --------------- | ------------------------------------------------------------------ | ------------ |
| 13. | «Hot, Hot, Hot» | Мартин Терефе, Глен Скотт, Хауи Дороу, Брайан Литтрелл, Ник Картер | 3:26         |

| №   | Название       | Автор(ы)                                                 | Длительность |
| --- | -------------- | -------------------------------------------------------- | ------------ |
| 13. | «In Your Arms» | Хауи Дороу, Ник Картер, Морган Тэйлор Рейд, Мика Гиллори | 3:45         |
| 14. | «Take Care»    |                                                          |              |

| №   | Название   | Автор(ы)                                             | Длительность |
| --- | ---------- | ---------------------------------------------------- | ------------ |
| 13. | «Light On» | Дэн Макала, Ник Картер, Кевин Ричардсон, Джесс Кейтс | 4:06         |

| №   | Название                                              | Длительность |
| --- | ----------------------------------------------------- | ------------ |
| 13. | «In a World Like This» (Live in Japan)                |              |
| 14. | «Show 'Em (What You're Made Of)» (Live in Japan)      |              |
| 15. | «Show Me the Meaning of Being Lonely» (Live in Japan) |              |
| 16. | «Love Somebody» (Live in Japan)                       |              |
| 17. | «The One» (Live in Japan)                             |              |
| 18. | «Breathe» (Live in Japan)                             |              |

| №   | Название                                              | Тип материала | Длительность |
| --- | ----------------------------------------------------- | ------------- | ------------ |
| 13. | «Hot, Hot, Hot»                                       | Аудио         |              |
| 14. | «In a World Like This» (Live in Japan)                | Аудио         |              |
| 15. | «Show 'Em (What You're Made Of)» (Live in Japan)      | Аудио         |              |
| 16. | «Show Me the Meaning of Being Lonely» (Live in Japan) | Аудио         |              |
| 17. | «Love Somebody» (Live in Japan)                       | Аудио         |              |
| 18. | «The One» (Live in Japan)                             | Аудио         |              |
| 19. | «Breathe» (Live in Japan)                             | Аудио         |              |
| 20. | «Permanent Stain» (Live in China)                     | Видео         |              |
| 21. | «Madeleine» (Live in China)                           | Видео         |              |

## Хит-парады
| Страна                            | Высшая позиция | Примечание |
| --------------------------------- | -------------- | ---------- |
| Австралия (ARIA)                  | 30             | [ 25 ]     |
| Австрия (Ö3 Austria Top 40)       | 8              | [ 26 ]     |
| Бельгия (Ultratop Flanders)       | 17             | [ 27 ]     |
| Бельгия (Ultratop Wallonia)       | 37             | [ 28 ]     |
| Великобритания (UK Albums Chart)  | 16             | [ 29 ]     |
| Германия (Media Control Charts)   | 3              | [ 30 ]     |
| Голландия (MegaCharts)            | 1              | [ 31 ]     |
| Дания (IFPI Danmark)              | 23             | [ 32 ]     |
| Ирландия (IRMA)                   | 81             | [ 33 ]     |
| Испания (PROMUSICAE)              | 5              | [ 34 ]     |
| Италия (FIMI)                     | 24             | [ 35 ]     |
| Канада (Canadian Albums Chart)    | 2              | [ 36 ]     |
| Корея (Gaon Weekly Charts)        | 6              | [ 37 ]     |
| Норвегия (VG-lista)               | 8              | [ 38 ]     |
| Тайвань (IFPI)                    | 2              | [ 39 ]     |
| США (Billboard 200)               | 5              | [ 17 ]     |
| США (Billboard Digital Albums)    | 7              | [ 40 ]     |
| Финляндия (Musiikkituottajat)     | 14             | [ 41 ]     |
| Франция (SNEP)                    | 144            | [ 42 ]     |
| Хорватия (Croatian Albums Chart)  | 32             | [ 43 ]     |
| Швейцария (Swiss Hitparade)       | 1              | [ 44 ]     |
| Швеция (Sverigetopplistan)        | 25             | [ 45 ]     |
| Шотландия (Scottish Albums Chart) | 19             | [ 46 ]     |
| Япония (Billboard Japan)          | 4              | [ 16 ]     |

## Даты выпуска
| Страна         | Дата выпуска    | Издание               | Лейбл                                        |
| -------------- | --------------- | --------------------- | -------------------------------------------- |
| Япония         | 24 июля 2013    | CD, цифровая загрузка | RCA Records                                  |
| Великобритания | 29 июля 2013    | CD, цифровая загрузка | K-BAHN, BMG Rights Management                |
| США            | 30 июля 2013    | CD, цифровая загрузка | K-BAHN, BMG Rights Management                |
| Австралия      | 2 августа 2013  | Цифровая загрузка     | Cooking Vinyl                                |
| Австралия      | 9 августа 2013  | CD                    | Cooking Vinyl                                |
| Германия       | 2 августа 2013  | CD, цифровая загрузка | K-BAHN, BMG Rights Management                |
| ЮАР            | 2 августа 2013  | Цифровая загрузка     |                                              |
| ЮАР            | 23 августа 2013 | CD                    |                                              |
| Гонконг        | 9 августа 2013  | CD, цифровая загрузка | Love Da Records                              |
| Малайзия       | 9 августа 2013  | CD, цифровая загрузка | Love Da Records                              |
| Сингапур       | 9 августа 2013  | CD, цифровая загрузка | Love Da Records                              |
| Тайвань        | 9 августа 2013  | CD, цифровая загрузка | Love Da Records                              |
| Корея          | 12 августа 2013 | Цифровая загрузка     | Sony Music Korea                             |
| Корея          | 22 августа 2013 | CD                    | Sony Music Korea                             |
| Мексика        | 15 августа 2013 | CD, цифровая загрузка |                                              |
| Россия         | 26 августа 2013 | CD, цифровая загрузка | Gala Records                                 |
| Китай          | 15 декабря 2013 | CD                    | Guangdong Starsing Records, Sony Music China |